# 14 novembre 1919
Le vendredi 14 novembre 1919 est le 318e jour de l'année 1919.

## Naissances
- Björn Borg (mort le 13 avril 2009), nageur suédois
- Bruno Cormier (mort le 17 juin 1991), psychanalyste et psychiatre québécois
- Henri Druart (mort le 27 septembre 2011), clarinettiste
- Honoré Bonnet (mort le 22 février 2005), guide de haute-montagne devenu entraîneur national de ski alpin
- Jean Hanson (morte le 10 août 1973), biophysicienne britannique
- Ludwig Mecklinger (mort le 22 juillet 1994), homme politique est-allemand
- Marsh Hendry (mort le 6 août 1995), Monteur américain
- Paulette Libermann (morte le 10 juillet 2007), mathématicienne française
- Rudolf Kreitlein (mort le 31 juillet 2012), arbitre allemand de football

## Décès
- Antoine Borboux (né le 13 janvier 1863), politicien belge
- Fiodor Tchernozoubov (né le 14 septembre 1863), général russe
- Jean Résal (né le 22 octobre 1854), ingénieur français
- John Aitken (né le 8 septembre 1839), physicien écossais
- Pierre Geay (né le 15 mars 1845), prélat catholique